# 刘霖 (万历进士)
刘霖（1548年—1592年），字時沛，號润苍。福建漳州府漳浦县人。軍籍。

## 生平
明萬曆四年（1576年）丙子科福建乡试第十九名，万历五年（1577年）中丁丑科會試第一百八十八名，三甲第七名进士，授官行人，擢山东道御史。外戚李氏乞赐旱庄，三疏力争，奉敕勘北京、河南、山东屯田事务，力陈贫户苦偿弊状，得免马价三十馀万金。又申理藩府横夺民田，归其田于民。曾任江西巡按、河南副使。二十年（1592年）八月升任广东左参政，未上任而卒。

## 家族
曾祖劉敦英；祖父劉汝茂；父劉大成。母陈氏。具庆下。兄文蔚、文燿。弟文煌。
侄劉正中，万历四十一年癸丑进士，负气节，为刑部主事。